# وورسینکا
وورسینکا (به لاتین: Vorsinka) یک منطقهٔ مسکونی در روسیه است که در باشقیرستان واقع شده‌است.